# Belonogaster macilenta
Belonogaster macilenta är en getingart som först beskrevs av Fabricius 1781.  Belonogaster macilenta ingår i släktet Belonogaster och familjen getingar. Inga underarter finns listade.